# Fana Mokoena
Lehlohonolo Goodwill „Fana“ Mokoena (* 13. Mai 1971 in Kroonstad, Oranje-Freistaat) ist ein südafrikanischer Schauspieler und Politiker der Economic Freedom Fighters. Für die Partei ist er seit 2016 Mitglied der Nationalversammlung.

## Leben und Karriere
Fana Mokoena stammt aus Kroonstad im zentralen Südafrika. Seit 1993 ist er als Schauspieler aktiv, als er in der südafrikanischen Serie Generations auftrat. 1997 spielte er eine kleine Rolle im Thriller Dangerous Ground. 2004 stellte er im Film Hotel Ruanda den ruandischen General Augustin Bizimungu dar. 2006 übernahm er in der südafrikanischen Serie The Lab die Rolle des Jaws Bengu, die er bis 2009 spielte. 2008 trat er in der Serie Silent Witness in einer kleinen Rolle auf. 2010 spielte er die Rolle des Capt. James Sikobi im südafrikanischen Filmdrama A Small Town Called Descent. 2011 trat er in der Action-Biografieverfilmung Machine Gun Preacher in der Rolle des John Garang auf.
2012 spielte er eine kleine Rolle im Thriller Safe House. 2013 trat an der Seite von Brad Pitt in der Rolle des Thierry Umutoni im Film World War Z auf. Zudem verkörperte er im Film Mandela – Der lange Weg zur Freiheit den Anti-Apartheid-Kämpfer Govan Mbeki. Anschließend sollte er in Christopher Nolans 2014 veröffentlichten Film Interstellar die Rolle des Wissenschaftlers Romilly übernehmen, die er aufgrund seiner Arbeit in der Politik allerdings ablehnen musste. Die Rolle wurde schließlich mit David Gyasi besetzt.

## Politik
Mokoena war zunächst Mitglied der Partei African National Congress, die er allerdings verließ, weil er sie für korrupt hielt. Anschließend wurde er Mitglied der Economic Freedom Fighters, bei denen er heute die Position eines Additional member innehat, also eine Stelle im President’s Cabinet (etwa: „Kabinett des [Partei-]Präsidenten“). Von 2014 bis 2016 war er Mitglied des National Council of Provinces, einer der beiden Kammern im südafrikanischen Legislativsystem. Ab 2016 war er als Abgeordneter der Provinz Limpopo Mitglied der zweiten Kammer des Parlaments, der Nationalversammlung. Nach der Parlamentswahl 2019 zog er erneut in das Parlament ein, wobei die Economic Freedom Fighters ihre Sitzzahl nahezu verdoppeln konnten.

## Filmografie (Auswahl)
- 1993: Generations (Fernsehserie)
- 1993: 52 Regent East (Fernsehserie)
- 1994: The Line (Fernsehfilm)
- 1996: Im Angesicht der Freiheit (Inside, Fernsehfilm)
- 1997: Dangerous Ground
- 1997: Jump the Gun
- 2004: Country of the Skull
- 2004: Hotel Ruanda
- 2006–2009: The Lab (Fernsehserie, 35 Episoden)
- 2008: Silent Witness (Fernsehserie, 2 Episoden)
- 2008–2010: Wildes Herz Afrika (Wild at Heart, Fernsehserie, 2 Episoden)
- 2010: State of Violence
- 2010: A Small Town Called Descent
- 2010: Hopeville
- 2011: Machine Gun Preacher
- 2011: Man on Ground
- 2011: Inside Story
- 2012: Safe House
- 2013: World War Z
- 2013: Mandela – Der lange Weg zur Freiheit (Mandela)
- 2013: Cold Harbour
- 2015: The Book of Negroes (Miniserie, Episode 1x06)